# Kučín (Vranov nad Topľou)
Kučín é um município da Eslováquia, situado no distrito de Vranov nad Topľou, na região de Prešov. Tem 4,59 km² de área e sua população em 2018 foi estimada em 545 habitantes.

## Demografia
| Ano:        | 1994 | 2004    | 2014   | 2024   |
| ----------- | ---- | ------- | ------ | ------ |
| Broj ljudi: | 399  | 493     | 525    | 536    |
| Razlika:    |      | +23,55% | +6,49% | +2,09% |

| Ano:               | 2023 | 2024   |
| ------------------ | ---- | ------ |
| Número de pessoas: | 539  | 536    |
| Diferença:         |      | -0,55% |